# 5740 Toutoumi
5740 Toutoumi (1989 WM3) là một tiểu hành tinh vành đai chính được phát hiện ngày 29 tháng 11 năm 1989 bởi Y. Oshima ở Gekko Observatory.